# Бучје Горјанско
Бучје Горјанско (хрв. Bučje Gorjansko) је насељено место у општини Дрење, Осјечко-барањска жупанија, Хрватска.

## Историја
До територијалне реорганизације у Хрватској било је у саставу старе општине Ђаково.

## Становништво
У попису становништва из 2011. године, Бучје Горјанско је имало 73 становника.
| Број становника према пописима | Број становника према пописима | Број становника према пописима | Број становника према пописима | Број становника према пописима | Број становника према пописима | Број становника према пописима | Број становника према пописима | Број становника према пописима | Број становника према пописима | Број становника према пописима | Број становника према пописима | Број становника према пописима | Број становника према пописима | Број становника према пописима | Број становника према пописима |
| ------------------------------ | ------------------------------ | ------------------------------ | ------------------------------ | ------------------------------ | ------------------------------ | ------------------------------ | ------------------------------ | ------------------------------ | ------------------------------ | ------------------------------ | ------------------------------ | ------------------------------ | ------------------------------ | ------------------------------ | ------------------------------ |
| 1857                           | 1869                           | 1880                           | 1890                           | 1900                           | 1910                           | 1921                           | 1931                           | 1948                           | 1953                           | 1961                           | 1971                           | 1981                           | 1991                           | 2001                           | 2011                           |
| 122                            | 145                            | 154                            | 177                            | 247                            | 269                            | 278                            | 295                            | 278                            | 283                            | 242                            | 195                            | 146                            | 122                            | 98                             | 73                             |

Напомена: До 1900. исказивано под именом Бучје.

### Попис1991.
У попису становништва из 1991. године, Бучје Горјанско је имало 122 становника, следећег националног састава:
| Попис 1991.‍ | Попис 1991.‍ | Попис 1991.‍ | Попис 1991.‍ | Попис 1991.‍ |
| ----------- | ----------- | ----------- | ----------- | ----------- |
|             |             |             |             |             |
| Хрвати      | Хрвати      |             | 55          | 45,08%      |
| Срби        | Срби        |             | 50          | 40,98%      |
| Словаци     | Словаци     |             | 13          | 10,65%      |
| Југословени | Југословени |             | 3           | 2,45%       |
| Мађари      | Мађари      |             | 1           | 0,81%       |
| укупно: 122 |             |             |             |             |

### Попис1910.
| Бучје Горјанско                                                                            | Бучје Горјанско |
| ------------------------------------------------------------------------------------------ | --- |
| језик                                                                                      | вера |
| укупно: 269 Српски 128 (47,58%) Словачки 125 (46,46%) Хрватски 4 (1,48%) остали 12 (4,46%) | <div style="border:solid transparent;position:absolute;width:100px;line-height:0; укупно: 269 Римокатолици 140 (52,04%) Православци 128 (47,58%) Гркокатолици 1 (0,37%) - (-%) |